# Chlorocebus sabaeus
Chlorocebus sabaeus é um Macaco do Velho Mundo, da subfamília Cercopithecinae  com pelagem dourada-esverdeada e mãos e pés pálidos.  A ponta da cauda é amarelo-dourado como a parte posterior das coxas e os pelos das bochechas. Não possui uma banda na pelagem das sobrancelhas, como outros do gênero  Chlorocebus,  e machos possuem o escroto de cor azul-claro.  Alguns autores consideram este e os outros membros do gênero Chlorocebus como uma única espécie, Chlorocebus aethiops – o nome, traduzido do inglês, macaco-verde pode ser usado para todos os primatas do gênero.

## Descrição física
C. sabeus é sexualmente dimórfico com machos sendo um pouco maiores que as fêmeas. Machos adultos pesam entre 3,9 e 8 kg e medem entre 42 e 60 cm, enquanto as fêmeas possuem entre 3,4 e 5,3 kg e medem entre 30 e 49,5 cm de comprimento.

## Distribuição geográfica e habitat
Ocorre em uma ampla variedade de habitats florestados, desde florestas secas do Sahel, até a borda de florestas chuvosas. É comum em áreas costeiras, onde  se alimenta de frutos do mar, como caranguejos.
É encontrado na África Ocidental do  Senegal até o rio Volta. Foi introduzido em Cabo Verde e ilhas do noroeste da África,  e no Caribe. Foi introduzido no Caribe no fim do século XVII através de navios de escravos.

## Comportamento

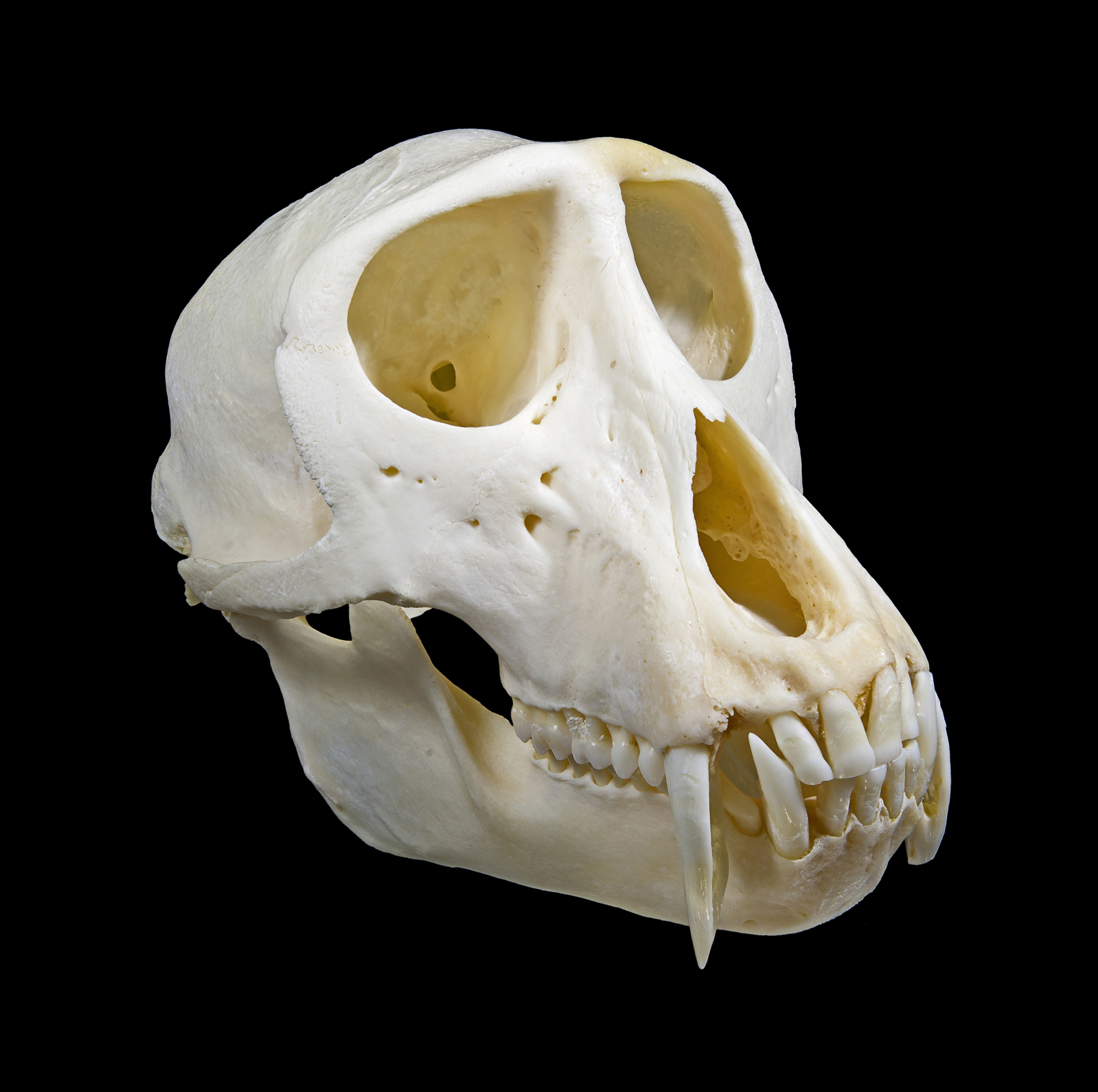
Crânio de um macho

Como outros membros do gênero  Chlorocebus, vive em grupos complexos, compostos por até 80 indivíduos. Dentro desses grupos, uma distinta hierarquia social, evidenciada pelo comportamento de catação e relações de gênero.
Eles possuem chamadas distintas de alarme para cada predador.

### Reprodução

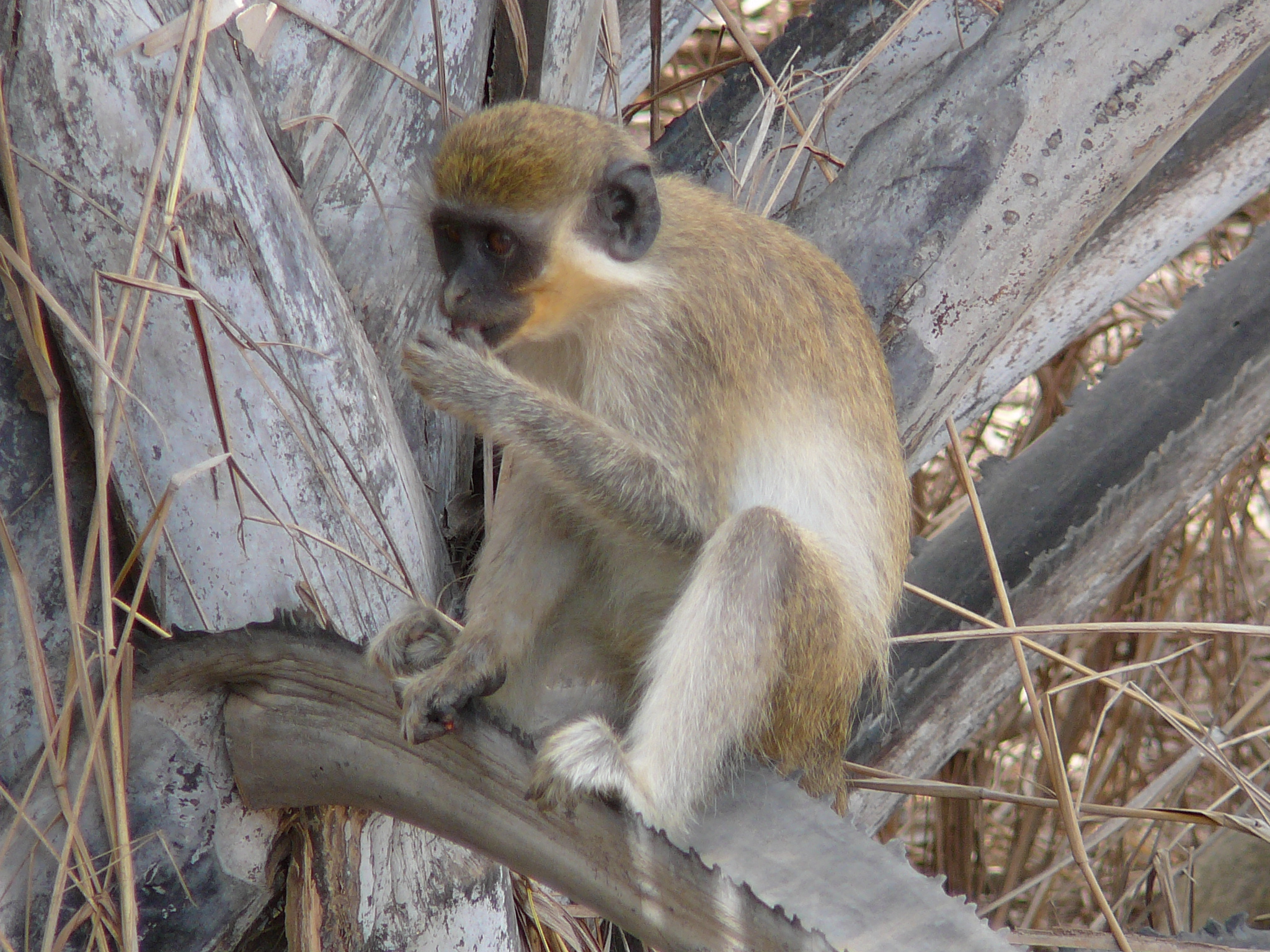
Adulto

O sistema de acasalamento é poligínico, e existe um macho alfa, que controla as interações sociais e as cópulas das fêmeas com outros machos.
São reprodutores sazonais, acasalando entre os mês de abril e junho, durante a estação chuvosa. É durante esta estação que há abundância de frutos.  Machos alcançam a maturidade sexual com 5 anos, e as fêmeas, com 2 anos.